# Le Fils (roman de Simenon)
Le Fils est un roman de l'écrivain belge Georges Simenon, paru en 1957.
Simenon achève cette œuvre à Golden Gate, Cannes (Alpes-Maritimes), 28 décembre 1956.

## Résumé
Peu après la mort de son père, Alain Lefrançois décide de se raconter par lettre à son fils, Jean-Paul, au moment où il va devenir un homme.
Il lui parle de la vie de ses grands-parents, gens de la haute bourgeoisie, de son métier, qui le satisfait, et de sa vie conjugale, qui n'est qu'une demi-réussite. Au rappel de récentes disputes familiales relatives à la succession, il remonte à la période de ses études de droit à Poitiers, de sa mobilisation, de son mariage ; il évoque ses réactions lorsqu'il apprit qu'il allait être père.
Enfin, Lefrançois en arrive, « malgré sa répugnance », à parler de son adolescence et de sa jeunesse. Celle-ci est lourde d'un secret. Étant fils de préfet, le jeune homme qu'il était alors s'estimait différent des autres parce que les parents de ses amis dépendaient de son père. Par besoin de changement, il se lie avec Nicolas, l'un des jeunes les plus défavorisés de la société, et il lui arrive d'aller voir les filles, ce dont « il se lave » en en faisant l'aveu à son père. Peu de temps après, Nicolas, transformé du fait qu'il a une véritable maîtresse, vient lui offrir l'amie de celle-ci. Alain ne tarde pas à en tomber amoureux et obtient la complicité de son père pour faciliter sa liaison. Il rend la jeune fille enceinte. À l'aide d'une sonde vaginale prêtée par son ami Nicolas, qui est étudiant en médecine, il tente de la faire avorter, mais c'est l'accident : la jeune fille meurt dans ses bras. Il cache d'abord le corps, puis avoue le drame à son père qu'il presse d'appeler le commissaire de police. Le père refuse, et malgré les protestations de son gendre, il s'accuse à la place d'Alain. Qu'a-t-il à perdre, lui qui est presque déjà un homme fini ? Ce sacrifice lui vaudra cinq ans de prison (ramenés à une peine effective de trois ans), mais le père a ainsi sauvé l'avenir de son fils.
C'est sur cet exemple d'abnégation totale qu'Alain Lefrançois achève sa confession. Peut-être Jean-Paul ne la lira-t-il que beaucoup plus tard ? Qu'importe ! C'est en toute sérénité qu'est formulé l'ultime : « Bonsoir, fils. »

## Aspects particuliers du roman
La narration sous forme épistolaire, à la première personne, est nettement postérieure aux événements, puisque la lettre est datée de Paris, novembre 1956. La confession du père à son fils fait rejaillir sur le grand-père, décédé au moment du récit, un amour paternel que l’absolu de « pureté » poussera jusqu’à l’oubli de soi le plus héroïque.  
L'enveloppe jaune, sur laquelle figurent les notes préparatoires du roman Le Fils, est intitulée « Le toit ».

## Fiche signalétique de l'ouvrage

### Cadre spatio-temporel

#### Espace
La Rochelle. Références à Poitiers, puis à Cannes.

#### Temps
Entre 1926 et novembre 1956.

### Les personnages

#### Personnage principal
Alain Lefrançois. Licencié en droit, actuaire dans une grande compagnie d’assurances. Marié, un fils. 48 ans.

#### Autres personnages
- Alice Lefrançois, née Chaviron, son épouse
- Jean-Paul Lefrançois, son fils, 16 ans
- Nicolas, ami du héros principal en 1928
- Maud, maîtresse d’Alain Lefrançois en 1928, 18 ans.

## Éditions
- Édition originale : Presses de la Cité, 1957
- Tout Simenon, tome 9, Omnibus, 2002  (ISBN 978-2-258-06050-0)
- Romans durs, tome 10, Omnibus, 2013  (ISBN 978-2-258-09397-3)
- Romans durs, tome 10, Omnibus, 2023  (ISBN 978-2-258-20267-2)

## Source
- Maurice Piron, Michel Lemoine, L'Univers de Simenon, guide des romans et nouvelles (1931-1972) de Georges Simenon, Presses de la Cité, 1983, p. 192-193  (ISBN 978-2-258-01152-6)